# John Németh
John Németh (* 10. März 1975 in Boise, Idaho, USA) ist ein US-amerikanischer Blues- und Soul-Mundharmonikaspieler, Sänger und Songwriter.

## Biografie
Németh wurde 1975 in Boise, der Hauptstadt des US-Bundesstaates Idaho, als Sohn eines ungarischen Einwanderers geboren. Nachdem er im Kirchenchor gesungen hatte, spielte und sang Németh als Teenager in Bands der Umgebung und gründete später mit seinem Freund Tom Moore die Band Fat John & the 3 Slims.
2000 unterstützte Németh Junior Watson in dessen Band und war außerdem Frontmann seiner eigenen Band The Jacks. 2002 veröffentlichte er im Eigenverlag das Album The Jack of Harps, gefolgt von Come and Get It (2004) mit der Band von Junior Watson. Im selben Jahr zog Németh nach Kalifornien. 2005 und 2006 ersetzte er vorübergehend Sam Myers in Anson Funderburghs Begleitband.
2006 unterzeichnete er einen Plattenvertrag mit Blind Pig Records. Das Album Magic Touch, das von Funderburgh produziert wurde und bei dem Junior Watson (Gitarre) als Gastmusiker mitwirkte, wurde 2007 veröffentlicht. Für die Veröffentlichung wurde Németh 2008 erstmals für einen Blues Music Award in der Kategorie „Best New Artist Debut“ nominiert. Németh spielte und sang auch auf Elvin Bishops Album The Blues Roles On (2008), das für einen Grammy Award in der Kategorie „Best Traditional Blues Album“ nominiert wurde.
Némeths nächste Veröffentlichungen bei Blind Pig, Love Me Tonight (2009) und Name the Day! (2010), erreichten beide die Top 10 der Billboard Blues Albums Charts. Es begann eine lange Reihe von Nominierungen bei den Blues Music Awards. Das Album Blues Live wurde im Februar 2012 an drei Veranstaltungsorten in der San Francisco Bay Area aufgenommen und enthielt Gitarrenbeiträge von Kid Andersen. Soul Live wurde im September 2012 veröffentlicht.
2013 zog Németh nach Memphis (Tennessee), wo er mit dem Produzenten Scott Bomar und dessen Band, den Bo-Keys, das Album Memphis Grease (2014) mit neu interpretierten Soul-Klassikern aufnahm, das Platz 4 der Billboard Blues Album Charts erreichte. 2014 erhielt Németh den Blues Music Award als bester männlicher Soul-Blues-Künstler, und Memphis Grease wurde 2015 als bestes Soul-Blues-Album ausgezeichnet.
2017 veröffentlichte Németh Feelin’ Freaky, produziert von Luther Dickinson, auf seinem eigenen Label Memphis Grease. Später im selben Jahr war Németh Teil des Projekts The Love Light Orchestra Featuring John Németh, das live in einer Kneipe in Memphis aufgenommen wurde.
2020 unterzeichnete Németh bei Nola Blues Records und spielte sein zehntes Album Stronger Than Strong ein, das für einen Blues Music Award in der Kategorie „Contemporary Blues Album“ nominiert wurde. Auch seine nächsten Alben, May Be the Last Time (2022) und Live From the Fallout Shelter (2023) erschienen bei Nola Blues. 2022 gewann Németh einen Blues Music Award als Blues-Sänger, 2023 sowohl als Mundharmonika-Spieler als auch für das Album May Be the Last Time, und 2024 dann als „Soul Blues Male Artist“.

## Auszeichnungen
Blues Music Awards:
- 2014: Soul Blues Male Artist
- 2015: Soul Blues Album für Memphis Grease
- 2022: Blues Instrumentalist – Vocals
- 2023: Traditional Blues Album für May Be the Last Time[8]
- 2023: Blues Instrumentalist – Harmonica[8]
- 2024: Soul Blues Male Artist[9]

## Diskografie
Alben
| Jahr | Titel                                       | Label           |
| ---- | ------------------------------------------- | --------------- |
| 2002 | The Jack of Harps John Németh and the Jacks | Eigenverlag     |
| 2004 | Come and Get It                             | Eigenverlag     |
| 2007 | Magic Touch                                 | Blind Pig       |
| 2009 | Love Me Tonight                             | Blind Pig       |
| 2010 | Name the Day!                               | Blind Pig       |
| 2012 | Soul Live                                   | CD Baby         |
| 2012 | Blues Live                                  | CD Baby         |
| 2014 | Memphis Grease                              | Blue Corn Music |
| 2017 | Feelin' Freaky                              | Memphis Grease  |
| 2020 | Stronger Than Strong                        | Nola Blue       |
| 2022 | May Be the Last Time                        | Nola Blue       |
| 2023 | Live From the Fallout Shelter               | Nola Blue       |